# Горка Маркова
Горка Иванова Маркова е българска театроведка и културна деятелка.

## Биография
Родена и израснала в София. Завършва Пета девическа гимназия – София през 1950 г., след което завършва с отличие специалност „Театрознание“ във ВИТИЗ „Кр. Сарафов“ в един от първите випуски на театралната академия през 1954 г. Защитава докторат по история на френския театър във ВИТИЗ „Кр. Сарафов“ (1954). Работи като драматург в ДТ Враца (1954 – 56), ДТ Русе „Сава Огнянов“ (1956 – 1958), театър „Трудов фронт“ (1958 – 1964), редактор в „Българска кинематография“ (1967 – 1968). Авторка е на много статии за изкуство и театър в специализирания и в периодичния печат, като сп. „Театър“, вестник „Народна култура“. От 1969 г. работи в системата на Комитета за радио и телевизия като наблюдател и редактор. Редактор и отг. редактор в „Телевизионен театър“, зам.-главен редактор и главен редактор в „ЛИК“ на Българска национална телевизия. Сценаристка е на множество филми, реализирани в БНТ, сред тях „Невероятно красивото куче Барончо“ по разказ на Ясен Антов, реж. М. Каменова, 1975 г., поредицата „Театър без билет“, поредицата „Корени“ и др. Редактор е на редица филми – „Дядо Йоцо гледа“, реж. Емил Капудалиев, „Неродена мома“, реж. Л. Тодорова, 1971 г. и др. Работата ѝ допринася за популяризиране на културата и изкуството чрез театралните и телевизионните формати, съхранени в Златния фонд на БНТ.